# Eslovaquia en los Juegos Paralímpicos de Vancouver 2010
Eslovaquia estuvo representada en los Juegos Paralímpicos de Vancouver 2010 por trece deportistas, diez hombres y tres mujeres.

## Medallistas
El equipo paralímpico eslovaco obtuvo las siguientes medallas:
| Nombre             | Deporte      | Evento                                        |
| ------------------ | ------------ | --------------------------------------------- |
| Oro                |              |                                               |
| Henrieta Farkašová | Esquí alpino | Eslalon gigante discapacidad visual femenino  |
| Henrieta Farkašová | Esquí alpino | Supergigante discapacidad visual femenino     |
| Henrieta Farkašová | Esquí alpino | Supercombinada discapacidad visual femenino   |
| Jakub Krako        | Esquí alpino | Eslalon discapacidad visual masculino         |
| Jakub Krako        | Esquí alpino | Eslalon gigante discapacidad visual masculino |
| Jakub Krako        | Esquí alpino | Supercombinada discapacidad visual masculino  |
| Plata              |              |                                               |
| Henrieta Farkašová | Esquí alpino | Descenso discapacidad visual femenino         |
| Jakub Krako        | Esquí alpino | Supergigante discapacidad visual masculino    |
| Bronce             |              |                                               |
| Petra Smaržová     | Esquí alpino | Eslalon gigante de pie femenino               |
| Miroslav Haraus    | Esquí alpino | Supergigante discapacidad visual masculino    |
| Miroslav Haraus    | Esquí alpino | Supercombinada discapacidad visual masculino  |